# Courcelles (Bélgica)
Courcelles é um município da Bélgica localizado no distrito de Charleroi, província de Hainaut, região da Valônia.

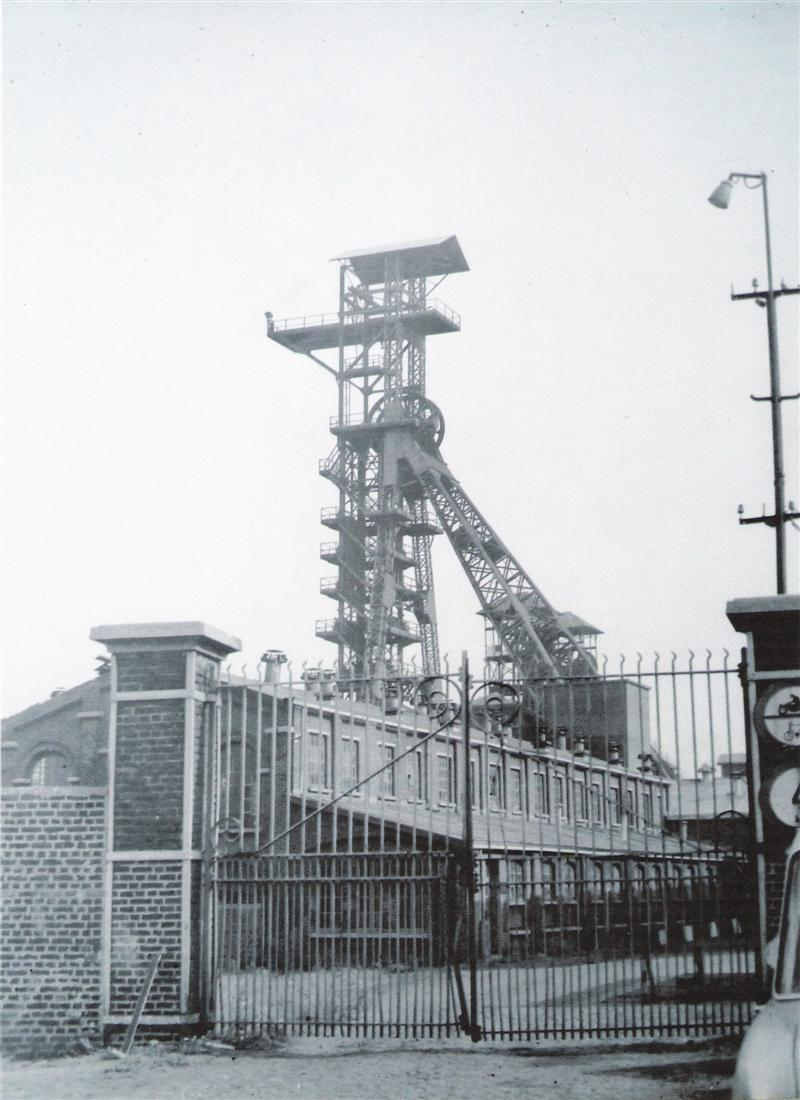
" 6 Périer "